# Psomophis obtusus
Psomophis obtusus — вид змій родини полозових (Colubridae). Мешкає в Південній Америці.

## Поширення і екологія
Psomophis obtusus мешкають на крайньому півдні Бразилії, в штаті Ріу-Гранді-ду-Сул, на півдні Парагваю, в Уругваї та на північному сході Аргентини. Вони живуть в пампі, в заростях Вологого Чако та в Еспіналі. Живляться амфібіями, відкладають яйця.